# Morávka (Fluss)
Die Morávka ist ein Fluss im Moravskoslezský kraj im Osten Tschechiens. Das 29,6 Kilometer lange Gewässer ist der größte Zufluss der Ostravice. Sein Einzugsgebiet ist 149 km² groß und umfasst den zentralen Teil der Mährisch-Schlesischen Beskiden und des Okres Frýdek-Místek. Der Fluss ist auf 19 Kilometer Länge mit Sportbooten befahrbar.
Der Name ist mit dem Namen der Landschaft Mähren (Morava) verbunden, jedoch liegt er im Teschener Schlesien bzw. im schlesischen Teil der Lachei.

## Charakteristik
Der Oberlauf der Morávka befindet sich inmitten einer Bergregion, die zu den niederschlagsreichsten der Tschechischen Republik gehört. Die jährliche Niederschlagsmenge beträgt 1200 bis 1300 mm. Morávka und ihre Zuflüsse sind deshalb im Durchschnitt deutlich wasserreicher als Flüsse in der Niederung mit gleichem Einzugsgebiet. Die Abweichungen des Durchflusses sind aber in Abhängigkeit vom Wetter groß. In der Vergangenheit, besonders während starker Sommerregen, bedeutete dies einerseits starke Erosion am Oberlauf, andererseits die Ablagerung mächtiger angeschwemmter Kiesschichten und zerstörerische Veränderungen des Flussbettes am Unterlauf. Erst im 20. Jahrhundert gelang es mit dem Bau kleiner Schwellen, Dämme, einer Flussregulierung und einer Staustufe, die den oberen Teil des Einzugsgebietes kontrolliert, das Bett der Morávka grob zu stabilisieren.
Am Unterlauf hat das Bett eine größtenteils naturbelassene Gestalt mit Kiesanschwemmungen, Buchten und Stromschnellen. Es handelt sich um einen der letzten beinahe im ursprünglichen Zustand erhaltenen Bergflüsse. Darum sind auf diesem Abschnitt der Morávka die Schutzgebiete Nationales Naturdenkmal Skalická Morávka (2007 auf 102 Hektar) und Naturdenkmal Profil Morávky (1990 auf 50 Hektar) ausgerufen worden. Die Eschen-Erlenbruchwälder und Uferbereiche bieten Lebensraum für viele seltene Tier- und Pflanzenarten, zum Beispiel die kritisch bedrohte Deutsche Tamariske oder die Flussuferwolfspinne.

## Verlauf
Morávka entspringt auf dem nordwestlichen Hang des Berges Sulov (942 m) in den Mährisch-Schlesischen Beskiden in einer Höhe von rund 880 m. n. m. Die Quelle liegt nördlich der Siedlung Bílý Kříž an der Staatsgrenze mit der Slowakei und der europäischen Hauptwasserscheide Oder-Donau. Nur einige hundert Meter weiter südlich entspringt auch die Černá Ostravice.
Die Hauptfließrichtung der Morávka von der Quelle bis zur Mündung ist ungefähr nordwestlich. Zuerst fließt sie durch ein Bergtal nach Norden. Das Gefälle ist in diesem Abschnitt beträchtlich – auf den ersten fünf Kilometern fällt die Morávka um rund 300 Meter ab. Die Landschaft ist nur minimal besiedelt; in der Umgebung liegen nur kleine Siedlungen der Gemeinde Morávka verstreut.
In der Siedlung Uspolka mündet von rechts der erste größere Zufluss, der Bach Nytrová. Etwas tiefer, etwa 10 Kilometer von der Quelle entfernt, wurde beim Zusammenfluss mit dem Bach Slavíč in den Jahren 1961 bis 1964 der Stausee Morávka gebaut, der als Trinkwasserquelle und Hochwasserschutz dient. Das Gefälle des Tales ist hier bereits geringer – Morávka verliert vom fünften bis zum zehnten Kilometer des Weges etwa 90 Höhenmeter. Unterhalb des Stausees liegt die erste größere Siedlung, der Kern der Gemeinde Morávka. Der durchschnittliche Durchfluss beträgt im Ort 1,79 m²/s.
Der Fluss wendet sich hier nach Nordwesten. Auf der rechten Seite ist er vom Massiv der Čupele gesäumt. Auf der linken Seite öffnet sich das Tal allmählich. Das Gefälle verringert sich weiter auf 60 Höhenmeter zwischen dem zehnten und fünfzehnten Kilometer. Am linken Ufer liegen die Gemeinden Pražmo und Raškovice. In Pražmo mündet von links der letzte große Zufluss, die Mohelnice, und etwas tiefer wird auf dem Stauwehr zwischen Raškovice und Vyšní Lhoty ein Teil der Morávka zum Kanal Morávka-Žermanice geleitet, der in Vojkovice in die Lučina mündet. Der Bau aus den 1950er und 1960er Jahren sollte ursprünglich bei Hochwasser einen Teil des Wassers in die Lučina ableiten. Heute verbessert er vor allem den Stand der Lučina und des auf ihr gelegenen Stausees Žermanice in Trockenperioden.
Das Gefälle ist auf dem Unterlauf konstant – auf den letzten 15 Kilometern sinkt die Morávka rund 50 Meter pro fünf Kilometer. Am rechten Ufer liegen die Gemeinden Nižní Lhoty, Nošovice und Dobrá, während die Hügel Strážnice und Vrchy am linken Ufer den Fluss kurz nach Norden ablenken. Hinter dem Naturdenkmal Profil Morávky passiert der Fluss Staré Město und Frýdek, wo er schließlich von rechts kommend in die Ostravice mündet.

## Zuflüsse
- Rechts: Lúčka, Nytrová, Slavíč, Lipový potok und Malý Lipový potok
- Links: Kocouří potok, Vlaský potok und Mohelnice